# Fetsund

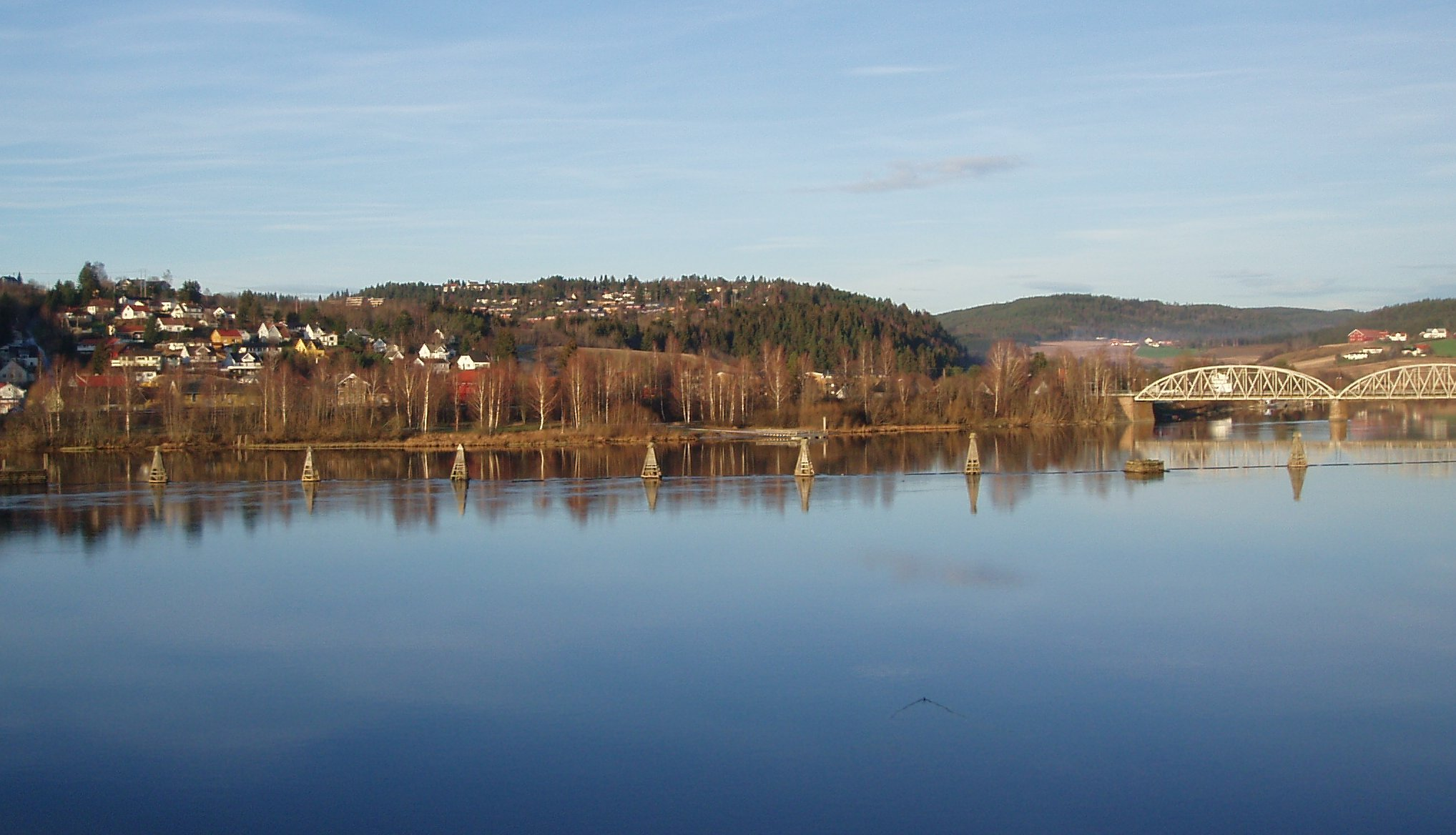
Fetsund

Fetsund ist ein Ort in Norwegen in der näheren Umgebung der Hauptstadt Oslo. Er gehörte bis Anfang 2020 zur Fet Kommune und seitdem zur Kommune Lillestrøm im Fylke Akershus und hat etwa 7000 Einwohner. Der nächste größere Ort ist die Stadt Lillestrøm.
Fetsund liegt direkt an Nordeuropas größtem Flussdelta, in dem die Flüsse Nitelva, Leira und Glomma zu Svelle und Øyeren werden.
Aufgrund dieser günstigen Lage wurden in der Vergangenheit Baumstämme auf dem Wasser des Glomma transportiert bzw. treiben gelassen, was damals eine sehr praktische Alternative zum Wagentransport war. Von dieser im Jahr 1985 eingestellten Industriekultur zeugt heute noch das im selben Jahr eröffnete Museum Fetsund Lenser, wo man die gesamte Anlage noch unverändert anschauen kann.

## Söhne und Töchter von Fetsund
- Trond Fausa Aurvåg (* 1972), Schauspieler
- Jan Stenerud (* 1942), American-Football-Spieler

## Weitere Informationen
- Fetsund Lenser (auf Norwegisch/Englisch)

Koordinaten: 59° 56′ N, 11° 10′ O